# Campo Azálvaro-Pinares de Peguerinos
El Campo Azálvaro-Pinares de Peguerinos es un espacio natural protegido por la Red Natura 2000 como Zona especial de conservación y Zona de Especial Protección para las Aves, localizado al este de las provincias de Ávila y Segovia de la comunidad autónoma de Castilla y León. 

## Localización

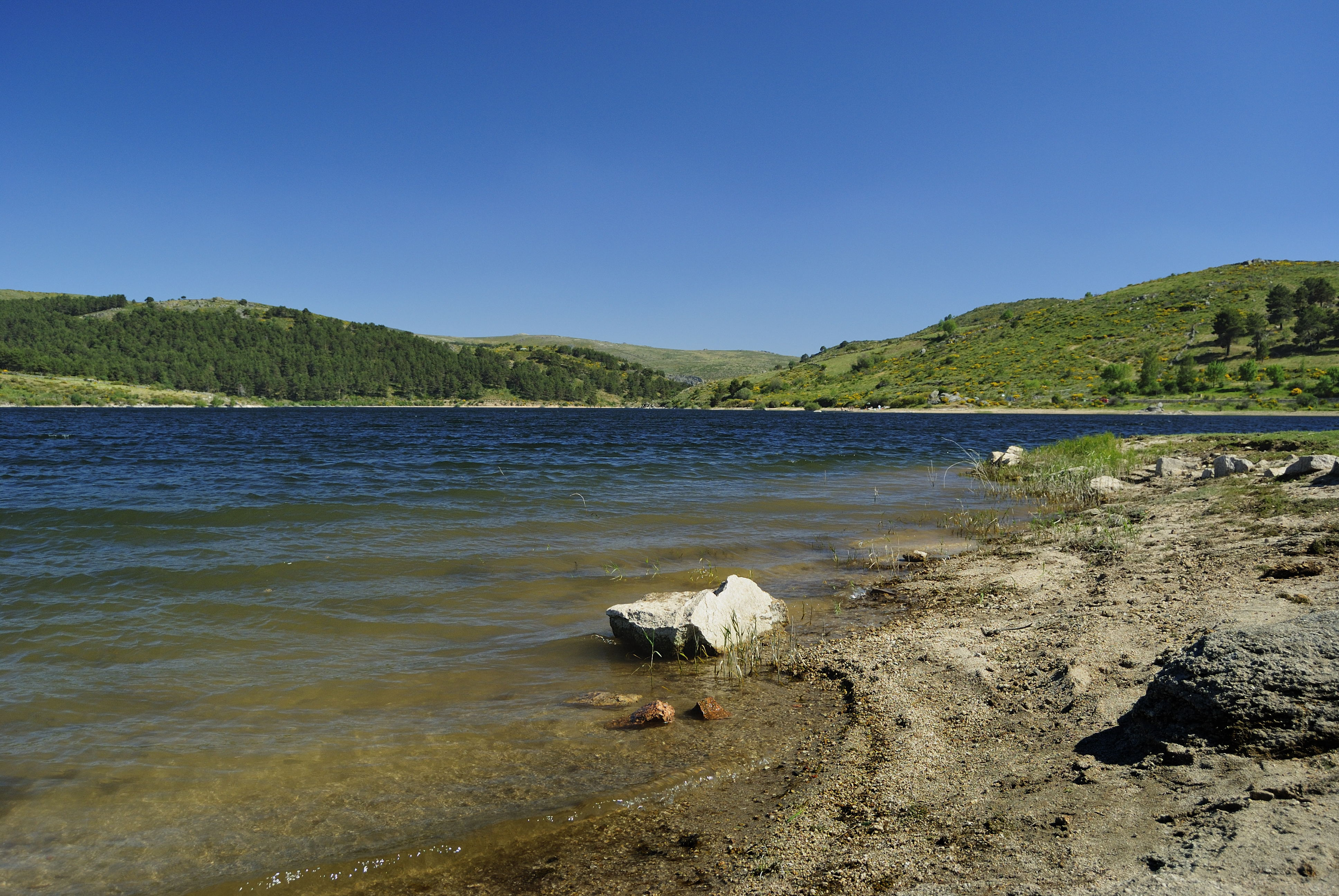
Embalse de la Aceña.

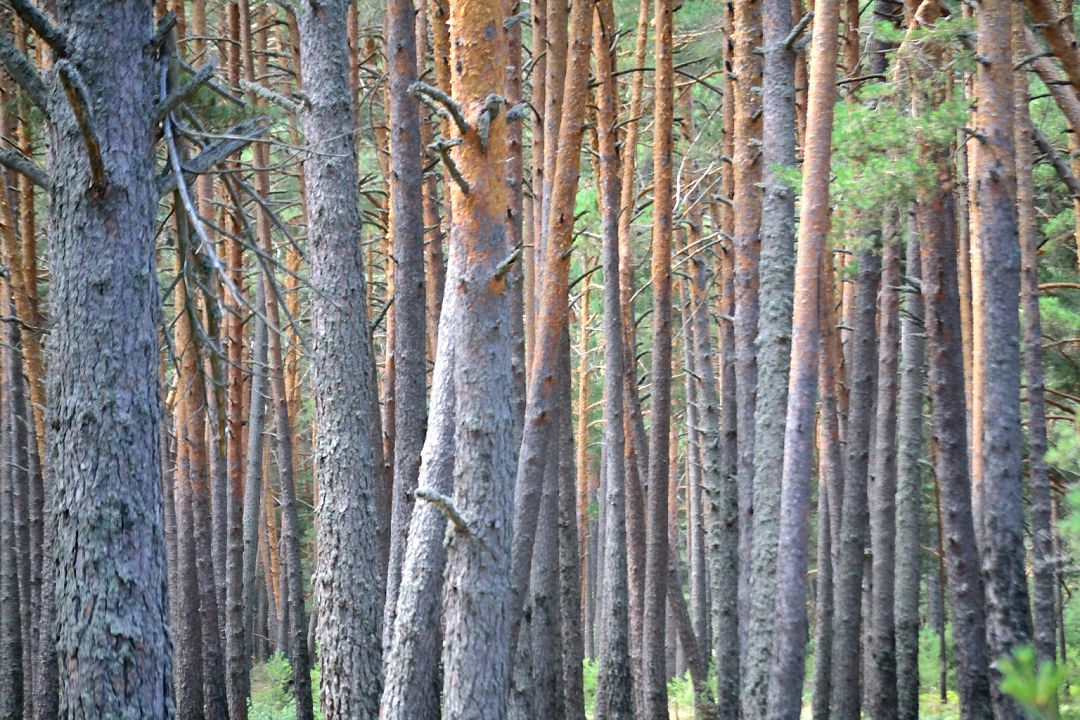
Pinares de Peguerinos.

Se encuentra situado entre la Sierra de Guadarrama y las estribaciones de las provincias de Ávila y Segovia, limitando con la provincia de Madrid.

## Descripción
Se trata de un territorio en el que se distingues tres medios naturales muy distintos. Al norte se sitúan los pastizales de la comarca del Campo de  Azálvaro, al sur los pinares de Peguerinos y otra central con predominio de paramera y vaguadas de piornos y cervunales.
Destaca por su singularidad la cuenca alta del río Voltoya. Esta se caracteriza por haber formado un amplio valle de altitud elevada (en torno a los 1.250 m), con el río encauzado en la parte central del valle. En su paisaje predominan los pastizales en las zonas bajas, mientras que en las laderas predominan los pequeños bosques aislados de pinos, castaños y robles alternados con matorral y, por último, las cumbres con predominio del matorral. 
De especial importancia son también el embalse de Serones, los extensos pinares de Peguerinos y la cuenca alta del rio Cofio, entreo otros roquedos y pastizales en cuotas altas.

## Protección
El espacio natural de Campo Azálvaro-Pinares de Peguerinos se encuentra bajo la protección de las figuras LIC, con el código ES4110097, y ZEPA, con el código ES0000189, de la Red Natura 2000. La superficie correspondiente a la calificación de lugar de importancia comunitaria (LIC) es de 25.961,11 ha, mientras que la zona de especial protección para las aves es de 28.373,80 ha.
Ambas figuras de la Red Natura 2000, afectan parcialmente a municipios de las provincias de Ávila y Segovia, siendo estos Ávila, Berrocalejo de Aragona, El Espinar, Mediana de Voltoya, Navas de San Antonio, Ojos-Albos, Peguerinos, Santa María del Cubillo y Villacastín.
| PROVINCIA | MUNICIPIO               | ÁREA MUNICIPIO (ha) | FIGURA RN2000 | SUPERFICIE DEL LUGAR EN EL MUNICIPIO (ha) | % SOBRE EL MUNICIPIO | % SOBRE EL ÁREA TOTAL DEL LUGAR |
| --------- | ----------------------- | ------------------- | ------------- | ----------------------------------------- | -------------------- | ------------------------------- |
| Ávila     | Ávila                   | 23.063,17           | LIC           | 2.319,17                                  | 10                   | 8,9                             |
| Ávila     | Mediana de Voltoya      | 1.836,95            | LIC           | 651,83                                    | 35                   | 2,5                             |
| Ávila     | Ojos-Albos              | 4.311,32            | LIC           | 813,59                                    | 19                   | 3,1                             |
| Ávila     | Peguerinos              | 8.696,01            | LIC           | 5.459,90                                  | 63                   | 21,0                            |
| Ávila     | Santa María del Cubillo | 6.574,30            | LIC           | 2.214,51                                  | 34                   | 8,5                             |
| Segovia   | El Espinar              | 20.498,61           | LIC           | 8.391,98                                  | 41                   | 32,3                            |
| Segovia   | Navas de San Antonio    | 6.891,21            | LIC           | 4.360,26                                  | 63                   | 16,8                            |
| Segovia   | Villacastín             | 10.952,23           | LIC           | 1.745,00                                  | 16                   | 6,7                             |
| Ávila     | Ávila                   | 23.063,17           | ZEPA          | 2.955,84                                  | 13                   | 10,4                            |
| Ávila     | Berrocalejo de Aragona  | 900,41              | ZEPA          | 185,53                                    | 21                   | 0,7                             |
| Ávila     | Mediana de Voltoya      | 1.836,95            | ZEPA          | 936,61                                    | 51                   | 3,3                             |
| Ávila     | Ojos-Albos              | 4.311,32            | ZEPA          | 358,12                                    | 8                    | 1,3                             |
| Ávila     | Peguerinos              | 8.696,01            | ZEPA          | 6.318,83                                  | 73                   | 22,3                            |
| Ávila     | Santa María del Cubillo | 6.574,30            | ZEPA          | 2.212,93                                  | 34                   | 7,8                             |
| Segovia   | El Espinar              | 20.498,61           | ZEPA          | 9.074,26                                  | 44                   | 32,0                            |
| Segovia   | Navas de San Antonio    | 6.891,21            | ZEPA          | 4.566,38                                  | 66                   | 16,1                            |
| Segovia   | Villacastín             | 10.952,23           | ZEPA          | 1.765,09                                  | 16                   | 6,2                             |

## Aves
Este espacio natural fue declarado ZEPA por la significativa presencia de aves como la cigüeña negra, cigüeña común, el águila imperial ibérica y el sisón. También es notable existencia de otras aves como el buitre negro, el buitre leonado, el águila real, la grulla común, la espátula, el pechiazul, el alcaudón dorsirrojo y la chova piquirroja.
En general es un territorio en el que abundan las aves y por tanto con notable presencia de aves rapaces, de las que se han censado hasta 20 especies diferentes, entre las que destacan las águilas imperiales ibéricas y el buitre negro.